# タンバリ
タンバリ（カザフ語: Таңбалы）は、カザフスタンのアルマトイ州にある峡谷である。最大都市アルマトイからは北西に約180 km のところにある。一帯には紀元前14世紀以降に描かれた5000点にのぼる岩絵（線刻画）群が残されており、周辺に残る住居跡や祭祀場跡と推測されている遺跡群とともに、中央アジアにおける傑出した文化的景観を形成している。2004年には、中央アジアに残る岩絵群の中で、初めてユネスコの世界遺産リストに登録された。

## 岩絵
タンバリの岩絵群は、48の遺跡地域に分けられているが、5000点を超える岩絵群の約6割は、そのうち5つの遺跡地域に集中している。岩絵はいずれも金属器や石器で岩の表面を傷つけて線刻描画したもの（ペトログリフ）で、洞窟壁画と異なり、露天の岩面に残されている。
岩絵群の中で最も古いものは紀元前14世紀後半ごろのものと考えられており、動物や人物像のほか、神格化された太陽の顔がいくつも描かれている。その太陽像の芸術性は高く評価されている。牧畜生活以降に描かれたと考えられるものは、中央アジアの遊牧民が残した他の岩絵群とも似通っている。紀元前後をまたぐ時期になると岩絵の多様性が顕著になるが、これは、一帯で暮らす遊牧民が多様化し、それぞれに独自の岩絵を作成するようになっていたことと関係がある。当時暮らしていた遊牧民は、烏孫、サカ、フン族などである。その後、中世にはテュルクによって政治的象徴性の強い岩絵が描かれるようになるが、モンゴル帝国の西進（13世紀頃）以降、衰退する。再び岩絵が描かれるようになったのは、芸術として再評価されるようになった19世紀以降のことである。考古遺跡としての調査は1957年に始まった。このため、世界遺産登録地には、一部20世紀の岩絵も含まれている。

## 建造物の遺跡
世界遺産登録対象には、寒さを防ぐために南向きに造られた石造の住居跡や、墓所の遺跡がある。墓所は、時代によって石囲いから墳墓に変化していった様子を読み取ることができる。また、そうした石造建造物の資材を切り出したと考えられる石切場跡も見つかっている。
このほか、峡谷の中心部には住居跡がない代わりに岩絵群の密集した区画があり、祭礼上の意味があったと考えられている。

## 世界遺産

### 登録経緯
中央アジアには岩絵群が多くあり、中には規模などの点でタムガリに匹敵するものもある。しかし、規模と研究の進展度という2つの面から見た場合には、タンバリは明らかに傑出した価値を持つ。また、タンバリの推薦が検討されていた時点では、中央アジアの岩絵で世界遺産になっているものはなかった。
2004年3月の時点で、ICOMOSはタンバリの文化的景観が登録基準（3）に該当することを認めたほか、初期の岩絵に見られる太陽像（sun-head）の芸術性の高さが基準（1）に該当することを示唆していた。また、しかるべき証拠が追加提示された場合、基準（2）、（4）、（5）などにも該当する可能性が示されていた。ただし、ICOMOSが勧告書を纏めた時点では保護計画が不十分だったため、「情報照会」を勧告した。
この後、同年7月に中国の蘇州で開催された第28回世界遺産委員会では、保護計画などに関する勧告を併記しつつ、基準（3）のみを適用する形で、世界遺産への登録が認められた。

### 登録名
当初の登録名は「タムガリの考古的景観の岩絵群」(英語: Petroglyphs within the Archaeological Landscape of Tamgaly / フランス語: Pétroglyphes du paysage archéologique de Tamgaly) だったが、第44回世界遺産委員会（2021年、拡大）にて、登録名が変更された。

### 登録基準
この世界遺産は世界遺産登録基準のうち、以下の条件を満たし、登録された（以下の基準は世界遺産センター公表の登録基準からの翻訳、引用である）。
- (3) 現存するまたは消滅した文化的伝統または文明の、唯一のまたは少なくとも稀な証拠。

タンバリの岩絵と関連遺跡群は、中央アジアの遊牧民生活の変遷を辿る上での貴重な証言となっている点などが評価された。